# Jasenové
Jasenové (en hongrois : Jeszenye) est une commune de la région de Žilina, en Slovaquie.

## Histoire
La première mention écrite du village date de 1407.

## Démographie

### Évolution de la population
| Année:               | 1994. | 2004.   | 2014.   | 2024.   |
| -------------------- | ----- | ------- | ------- | ------- |
| Nombre de personnes: | 621   | 635     | 599     | 603     |
| Différence:          |       | +2,25 % | -5,66 % | +0,66 % |

| Année:               | 2023. | 2024. |
| -------------------- | ----- | ----- |
| Nombre de personnes: | 603   | 603   |
| Différence:          |       | +0 %  |